# Volvo V70
De Volvo V70 is een hogere middenklasser die geproduceerd werd door de autofabrikant Volvo. Het eerste model werd uitgebracht in 1996. De naam V70 combineert de letter V, wat staat voor versatility, en 70, wat duidt op de grootte van het voertuig.

## Eerste generatie (1996-2000)

### Kenmerken

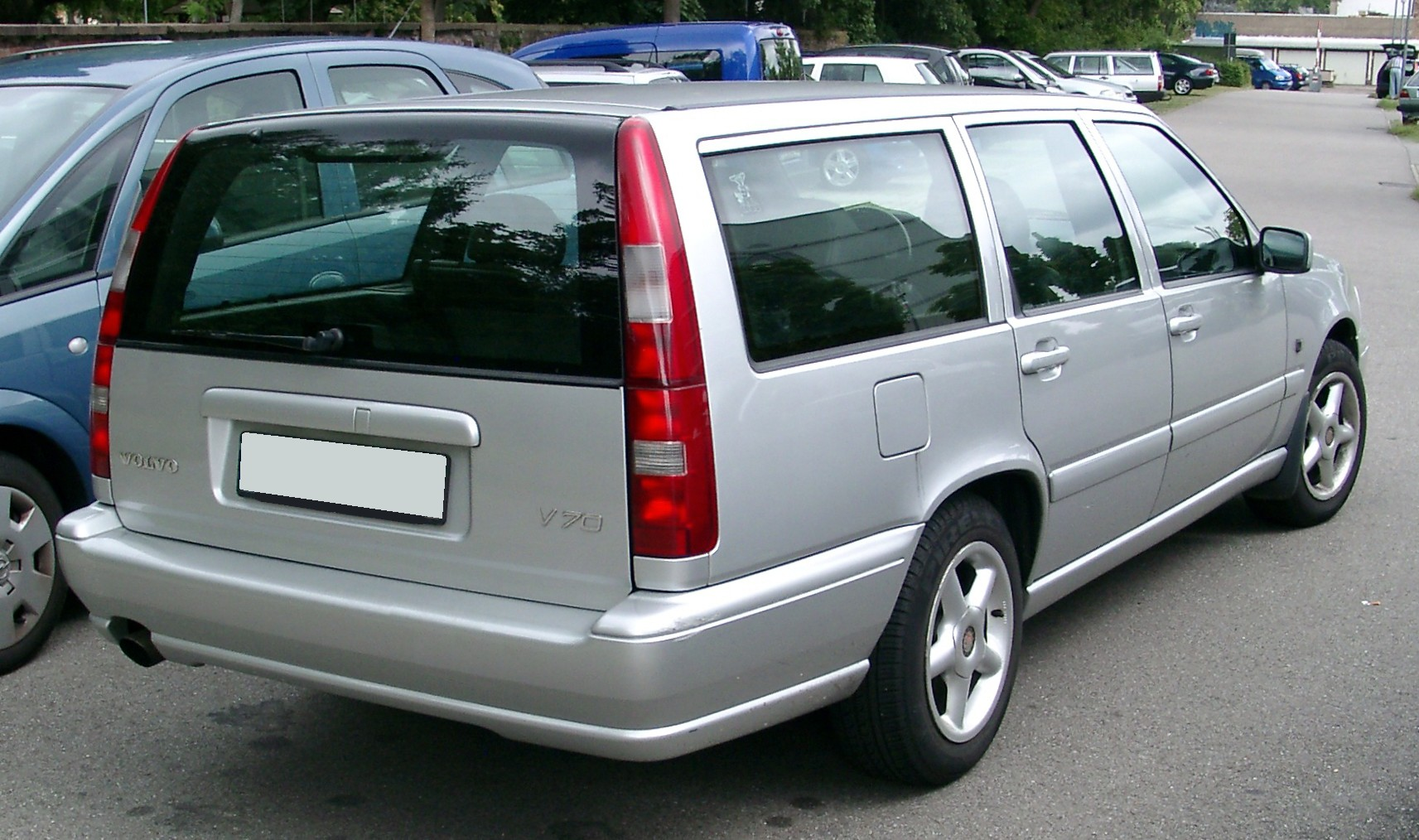
Volvo V70 (1997-2000), achteraanzicht.

De eerste generatie Volvo V70 en S70 (de sedanvariant) kwamen in 1996 op de markt als opvolger van de zeer succesvolle Volvo 850.
De grille en de koplampen werden iets afgerond en aangepast aan de Volvo C70. De V70 verschilde van de Volvo 850 verder door de meegespoten sierlijsten en portiergrepen, verchroomde uitlaten, de witte knipperlichtglazen achter en de nieuw vormgegeven spoilers. Ook het dashboard werd iets meer afgerond. In totaal werden er meer dan 1800 veranderingen doorgevoerd, die echter het overallaanzicht van de "nieuwe" V70 niet sterk deden verschillen van dat van de "oude" 850.
Op het vlak van de motoren vonden geen noemenswaardige veranderingen plaats. Voor de eerste V70-serie kon uit 14 motorvarianten worden gekozen die op benzine liepen, inclusief een AWD (All Wheel Drive)- en XC (Cross Country)-variant. De V70 kon ook worden besteld met een van twee dieselmotoren.

### Motoren
Benzine
| Model          | Cilinderinhoud | Cilinderaantal | Vermogen        | Koppel | Periode     | Opmerkingen                                |
| -------------- | -------------- | -------------- | --------------- | ------ | ----------- | ------------------------------------------ |
| 2.0            | 1984 cm³       | 5-in-lijn      | 93 kW (126 pk)  | 170 Nm | 1997 – 1999 | 10-klepper                                 |
| 2.5            | 2435 cm³       | 5-in-lijn      | 106 kW (144 pk) | 206 Nm | 1997 – 1999 | 10-klepper                                 |
| 2.4            | 2435 cm³       | 5-in-lijn      | 125 kW (170 pk) | 220 Nm | 1999 – 2000 | 20-klepper, nieuwe type motor              |
| 2.5 20V        | 2435 cm³       | 5-in-lijn      | 125 kW (170 pk) | 220 Nm | 1997 – 1999 | 20-klepper                                 |
| 2.4            | 2435 cm³       | 5-in-lijn      | 125 kW (170 pk) | 230 Nm | 1999 – 2000 | 20-klepper, nieuwe type motor              |
| 2.5T           | 2435 cm³       | 5-in-lijn      | 142 kW (193 pk) | 270 Nm | 1997 – 1999 | met turbolader                             |
| 2.4T           | 2435 cm³       | 5-in-lijn      | 142 kW (193 pk) | 270 Nm | 1999 – 2000 | met turbolader, nieuwe type motor          |
| 2.0T (T5)      | 1984 cm³       | 5-in-lijn      | 166 kW (226 pk) | 310 Nm | 1997–1999   | met turbolader, alleen in Italië geleverd. |
| 2.3 T5         | 2319 cm³       | 5-in-lijn      | 177 kW (240 pk) | 330 Nm | 1997–1999   | met turbolader                             |
| 2.3 R          | 2319 cm³       | 5-in-lijn      | 184 kW (250 pk) | 350 Nm | 1997 – 1999 | met turbolader                             |
| 2.3 R aut.     | 2319 cm³       | 5-in-lijn      | 176 kW (240 pk) | 330 Nm | 1997 – 1999 | met turbolader                             |
| 2.3 R AWD aut. | 2319 cm³       | 5-in-lijn      | 184 kW (250 pk) | 350 Nm | 1999 - 1999 | met turbolader, nieuwe type motor          |
| 2.4 R AWD aut. | 2435 cm³       | 5-in-lijn      | 195 kW (265 pk) | 350 Nm | 1999 – 2000 | met turbolader, nieuwe type motor          |

Diesel
| Model   | Cilinderinhoud | Cilinderaantal | Vermogen        | Koppel | Periode     | Opmerkingen                |
| ------- | -------------- | -------------- | --------------- | ------ | ----------- | -------------------------- |
| 2.5 TDI | 2461 cm³       | 5-in-lijn      | 103 kW (140 pk) | 290 Nm | 1997 – 1999 | Turbodiesel uit de Audi A6 |
| 2.5 D   | 2461 cm³       | 5-in-lijn      | 103 kW (140 pk) | 290 Nm | 1999 – 2000 | Turbodiesel uit de Audi A6 |

Bi-Fuel
| Model       | Cilinderinhoud | Cilinderaantal | Vermogen        | Koppel | Periode     | Opmerkingen |
| ----------- | -------------- | -------------- | --------------- | ------ | ----------- | ----------- |
| 2.4 Bi-Fuel | 2435 cm³       | 5-in-lijn      | 103 kW (140 pk) | 206 Nm | 1998 – 2000 | Benzine/cng |
| 2.4 Bi-Fuel | 2435 cm³       | 5-in-lijn      | 103 kW (140 pk) | 206 Nm | 1999 – 2000 | Benzine/lpg |

## Tweede generatie (2000-2008)

### Kenmerken

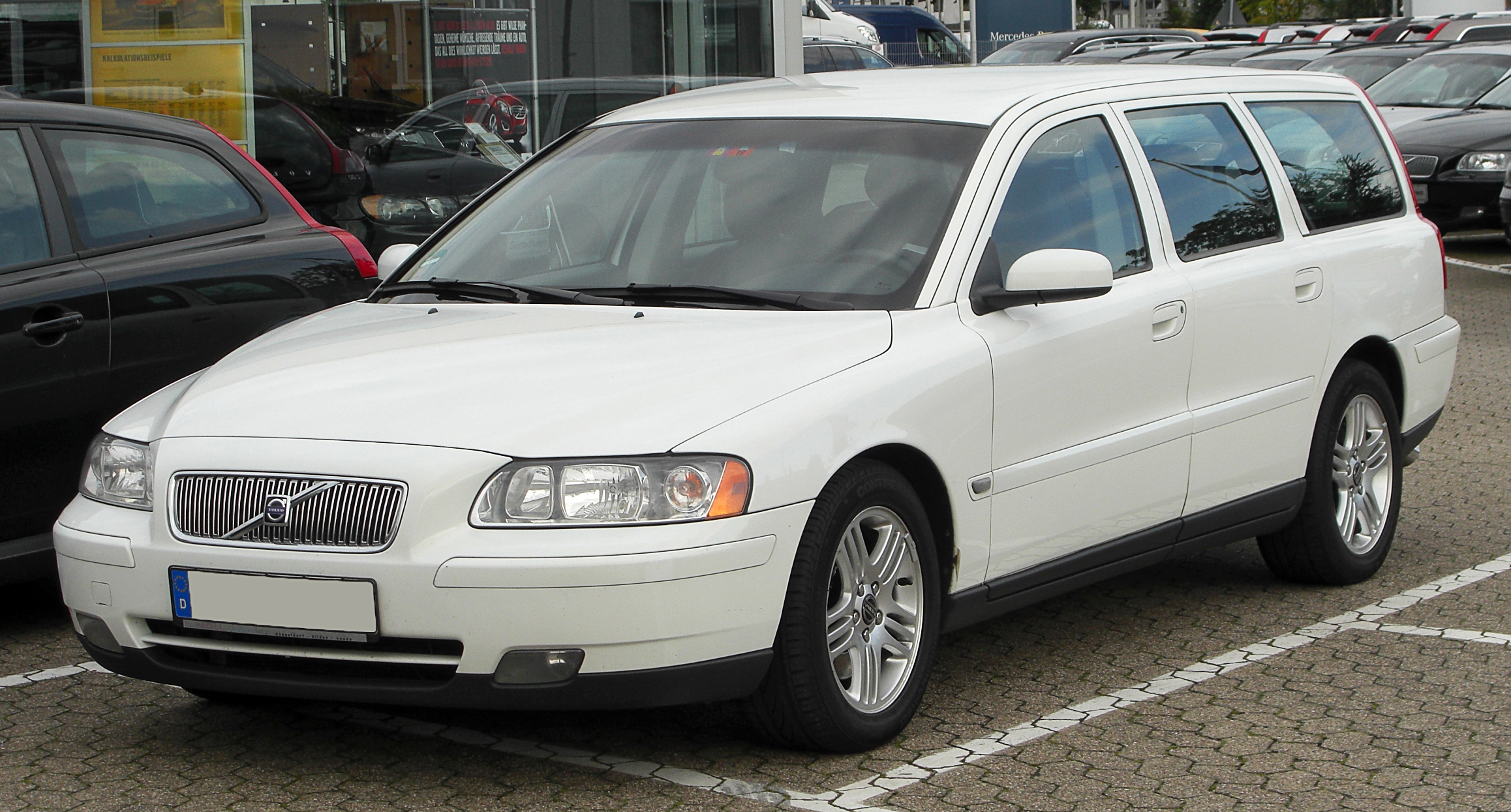
Volvo V70 (2004–2008), vooraanzicht.

De tweede, volledig nieuwe versie kwam uit in 2000, en was tot de facelift leverbaar in 6 benzinevarianten en 3 dieselvarianten. Alhoewel de Ford Motor Company al geruime tijd eigenaar van Volvo was ten tijde van de introductie van de eerste generatie V70, was hiervan nog niet veel te merken. De tweede generatie V70 vertoont echter wel veel kenmerken van de integratie van Volvo in het Ford-concern en deelt veel onderdelen met onder andere de Ford Mondeo. De auto staat op het P2-platform, de naam die Volvo gebruikte voor het Ford D3-platform, en voor het eerst gebruikt was voor de eerste Volvo S80 in 1998.
De V70 heeft in 2004 een facelift ondergaan en was vanaf toen leverbaar in nog steeds 6 benzinevarianten (de 2.4T en 2.3 T5 verdwenen en de 2.0T en de 2.4 T5 kwamen erbij) en nog steeds 4 dieselvarianten (vanaf 2005 nog maar 3 diesels, de 2.4 D5 163 pk verdween). De V70 XC ging na deze modernisering als XC70 door het leven.

### Motoren
Benzine
| Model     | Cilinderinhoud | Cilinderaantal | Vermogen        | Koppel | Periode     | Opmerkingen    |
| --------- | -------------- | -------------- | --------------- | ------ | ----------- | -------------- |
| 2.4       | 2435 cm³       | 5-in-lijn      | 103 kW (140 pk) | 220 Nm | 2000 – 2008 |                |
| 2.4       | 2435 cm³       | 5-in-lijn      | 125 kW (170 pk) | 230 Nm | 2000 – 2008 |                |
| 2.0T      | 1984 cm³       | 5-in-lijn      | 132 kW (180 pk) | 240 Nm | 2005 – 2007 | met turbolader |
| 2.4T      | 2435 cm³       | 5-in-lijn      | 147 kW (200 pk) | 285 Nm | 2000 – 2003 | met turbolader |
| 2.5T      | 2521 cm³       | 5-in-lijn      | 154 kW (210 pk) | 320 Nm | 2003 – 2007 | met turbolader |
| 2.3 T5    | 2319 cm³       | 5-in-lijn      | 184 kW (250 pk) | 330 Nm | 2000 – 2004 | met turbolader |
| 2.4 T5    | 2401 cm³       | 5-in-lijn      | 191 kW (260 pk) | 350 Nm | 2004 – 2007 | met turbolader |
| 2.5 R AWD | 2521 cm³       | 5-in-lijn      | 220 kW (300 pk) | 400 Nm | 2003 – 2007 | met turbolader |

Diesel
| Model  | Cilinderinhoud | Cilinderaantal | Vermogen        | Koppel | Periode     | Opmerkingen                                                             |
| ------ | -------------- | -------------- | --------------- | ------ | ----------- | ----------------------------------------------------------------------- |
| 2.5 D  | 2461 cm³       | 5-in-lijn      | 103 kW (140 pk) | 290 Nm | 2000 – 2001 | Turbodiesel, identiek aan de 2.5 TDI / 2.5D uit de eerste generatie V70 |
| 2.4 D  | 2401 cm³       | 5-in-lijn      | 93 kW (126 pk)  | 300 Nm | 2005 – 2008 | Turbodiesel                                                             |
| 2.4 D  | 2401 cm³       | 5-in-lijn      | 96 kW (130 pk)  | 280 Nm | 2002 – 2004 | Turbodiesel                                                             |
| 2.4 D  | 2401 cm³       | 5-in-lijn      | 120 kW (163 pk) | 340 Nm | 2005 – 2008 | Turbodiesel                                                             |
| 2.4 D5 | 2401 cm³       | 5-in-lijn      | 120 kW (163 pk) | 340 Nm | 2001 – 2005 | Turbodiesel                                                             |
| 2.4 D5 | 2401 cm³       | 5-in-lijn      | 136 kW (185 pk) | 400 Nm | 2005 – 2007 | Turbodiesel                                                             |

Bi-Fuel
| Model | Cilinderinhoud | Cilinderaantal | Vermogen        | Koppel | Periode     | Opmerkingen |
| ----- | -------------- | -------------- | --------------- | ------ | ----------- | ----------- |
| 2.4   | 2435 cm³       | 5-in-lijn      | 103 kW (140 pk) | 192 Nm | 2002 – 2004 | Benzine/cng |
| 2.4   | 2435 cm³       | 5-in-lijn      | 103 kW (140 pk) | 214 Nm | 2001 – 2004 | Benzine/lpg |

V70R

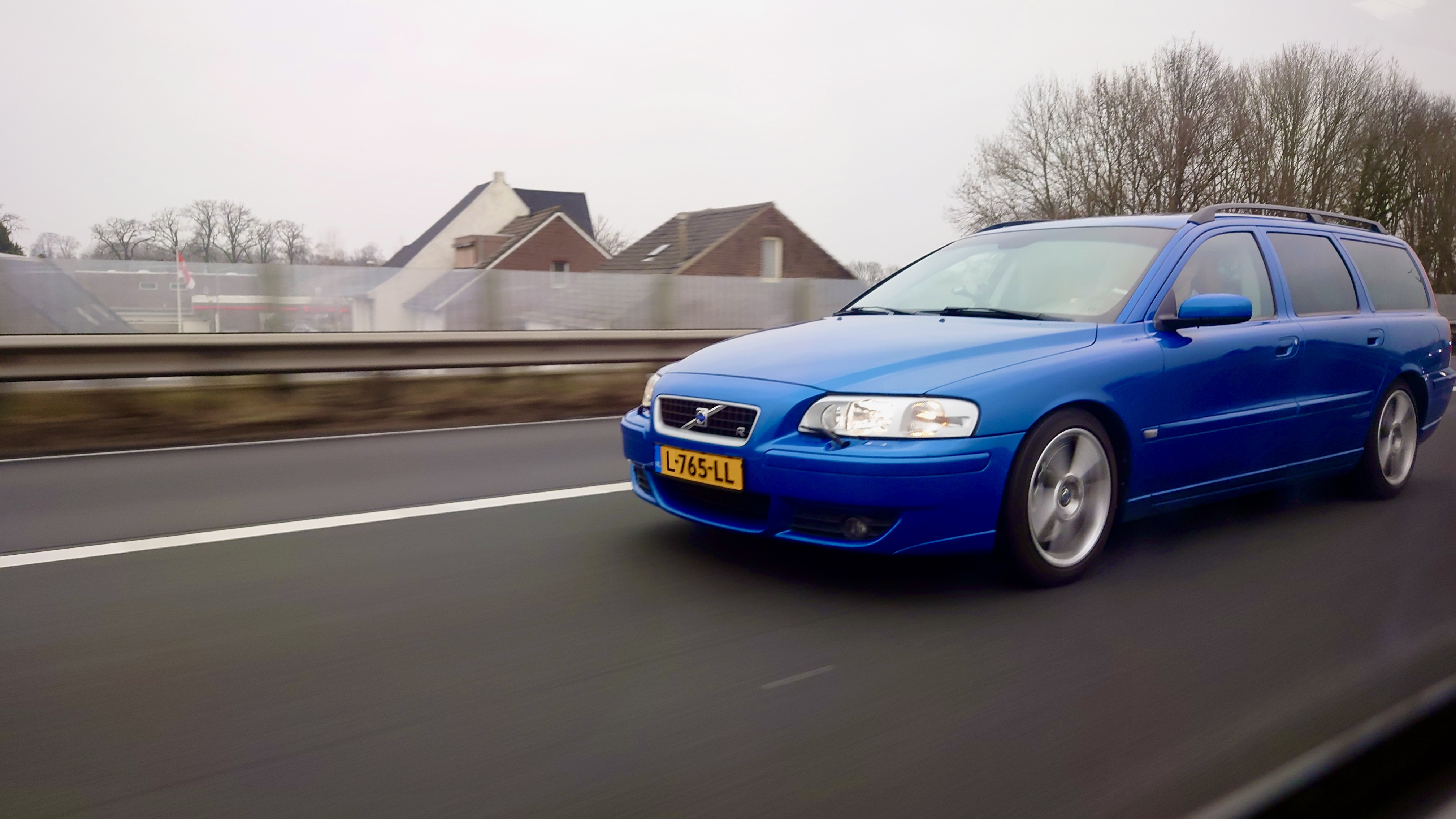
Volvo V70R in Sonic Blue, modeljaar 2006.

Net als bij de eerste generatie V70's presenteerde Volvo in 2002 ook een snellere, sportievere variant van de stationwagen, genaamd de V70R. Het model had een vierwielaandrijving gebaseerd op een Haldex-koppeling en maakte gebruik van een variant van het vijfcilinderblok waarin de combinatie van een hogedrukturbo, intercooler en iets grotere cilinderinhoud een maximaal vermogen van 300 pk (221 kW) en een koppel van 400 Nm genereerde. Deze motor was gekoppeld aan ofwel een M66 versnellingsbak met 6 versnellingen, ofwel een Geartronic automaat met 5 versnellingen (die vanaf de facelift van 2005 vervangen werd door een sterkere 6-versnellingsautomaat die het mogelijk maakte om de begrenzing op het maximale koppel die voor de 5-versnellingsautomaat nodig was achterwege te laten). De auto had grote Brembo-remmen en een aanpasbaar onderstel van Ölins dat Volvo 4C noemde, waarbij het mogelijk was de demping aan te passen aan de omstandigheden (met de standen Comfort, Sport en Advanced). De V70R was beschikbaar in verschillende kleuren, waarbij de Flash Green het meest bekend was en Sonic Blue het meest zeldzaam. Voor het interieur was bekleding met oranjeachtige Atacama-leer een optie, wat speciaal ontwikkeld was om een zo natuurlijk mogelijk zitgevoel te genereren.

## Derde generatie (2007-2016)

### Kenmerken

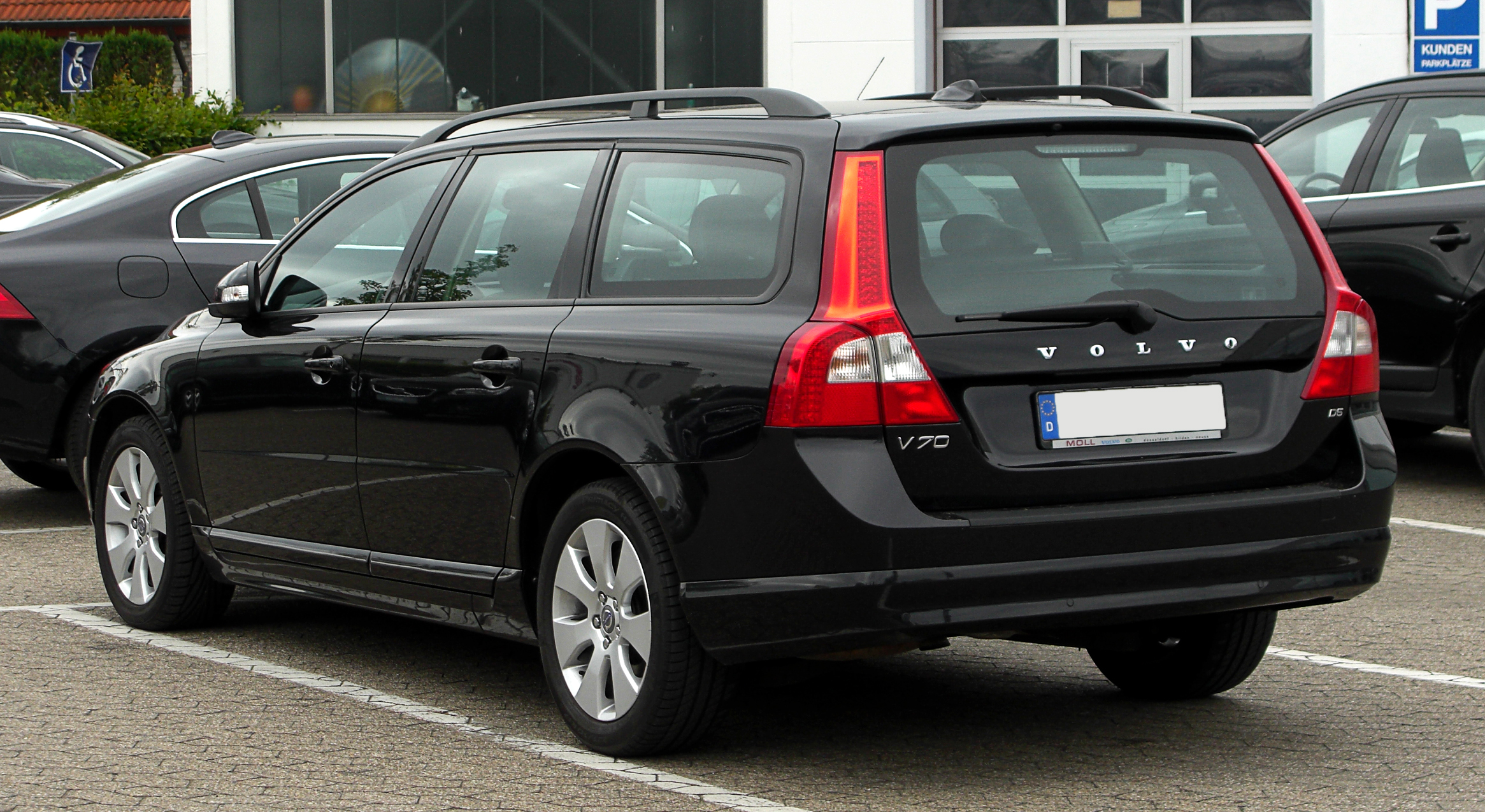
Volvo V70 (2007–2013), achteraanzicht.

In augustus 2007 stond een compleet vernieuwde, derde generatie V70 bij de dealers, leverbaar met 4 benzine- en 3 dieselvarianten. De sedan-versie was de eerder uitgebrachte Volvo S80. Deze V70 werd gebaseerd op het Ford EUCD-platform, dat ook voor de XC70, S60, V60, XC60 en de S80 werd gebruikt. Het Ford EUCD-platform vormde de basis voor verschillende auto's uit het Ford-concern (Ford Galaxy/S-Max, Ford Mondeo en Mazda 6).
De derde generatie V70 werd 11 cm langer dan zijn voorganger en was 4,82 meter lang. Verder werden het adaptieve remlicht en een afstandswaarschuwingssysteem ingebouwd.
Het interieur werd gemoderniseerd waarbij de middenconsole een opvallend nieuw design heeft gekregen.
Nieuw was de 3,2-liter zes-in-lijn-benzinemotor, alsmede het instapmodel, een 2,0-liter benzine die ook als FlexiFuel-variant (rijden op bio-ethanol) te koop was. Het topmodel was de T6, met een zescilinderlijnmotor met turbo, die 304 pk levert. Verdwenen was de 2,5 liter-turbomotor met 300 pk, die in de vorige generatie als V70R door het leven ging. Volvo gaf als reden op tegenvallende verkoopresultaten en dat ze niet mee willen doen in de pk-strijd.
Vanaf modeljaar 2014 (juni 2013) werd een facelift aangebracht aan de 3e generatie V70. Zo waren de mistlampen verdwenen (die hebben plaats gemaakt voor LED-dagrijverlichting) en werden de voorbumper en de grille iets aangepast, hetzelfde gold voor de achterlichten. Verder kon men kiezen uit 2 verschillende instrumenten: een (aangepaste) analoge, met de snelheidsmeter centraal, of een digitaal Crystal TFT-scherm, met 3 verschillende standen (Eco, Elegance of Performance), zoals ook in de nieuwe V40 werd toegepast. Ook had Volvo in de V70 de nieuwe motoren geïntroduceerd (D4 181 pk en T5 245 pk), al dan niet in combinatie met een 8-traps Geartronic.
In oktober 2015 kwam Volvo met twee speciale actiemodellen, de 'Polar' en 'Polar+'. Vanaf januari 2016 waren dit de enige twee leverbare uitvoeringen, de productie van de derde generatie V70 is op 25 april 2016 gestopt. De V70 is opgevolgd door de op 18 februari 2016 geïntroduceerde V90.

### Motoren
Benzine
| Model         | Cilinderinhoud | Cilinderaantal | Vermogen        | Koppel | Periode     | Opmerkingen                                                                            |
| ------------- | -------------- | -------------- | --------------- | ------ | ----------- | -------------------------------------------------------------------------------------- |
| 2.0           | 1999 cm³       | 4-in-lijn      | 107 kW (145 pk) | 190 Nm | 2007 - 2010 |                                                                                        |
| 2.0F          | 1999 cm³       | 4-in-lijn      | 107 kW (145 pk) | 190 Nm | 2007 - 2010 | Flexifuelmotor (Benzine en Bio-ethanol E85)                                            |
| T4            | 1595 cm³       | 4-in-lijn      | 132 kW (180 pk) | 240 Nm | 2010 - 2015 | met turbolader                                                                         |
| T4F           | 1595 cm³       | 4-in-lijn      | 132 kW (180 pk) | 240 Nm | 2011 - 2013 | Flexifuelmotor (Benzine en Bio-ethanol E85), met turbolader                            |
| T4            | 1969 cm³       | 4-in-lijn      | 140 kW (190 pk) | 300 Nm | 2015 - 2016 | met turbolader                                                                         |
| 2.0T          | 1999 cm³       | 4-in-lijn      | 149 kW (203 pk) | 300 Nm | 2010 - 2011 | met turbolader                                                                         |
| 2.5T          | 2521 cm³       | 5-in-lijn      | 147 kW (200 pk) | 300 Nm | 2007 - 2009 | met turbolader                                                                         |
| 2.5T          | 2521 cm³       | 5-in-lijn      | 170 kW (231 pk) | 340 Nm | 2009 - 2010 | met turbolader                                                                         |
| 2.5FT         | 2521 cm³       | 5-in-lijn      | 170 kW (231 pk) | 300 Nm | 2008 - 2010 | Flexifuelmotor (Benzine en Bio-ethanol E85) met turbolader                             |
| 2.5FT Bi-Fuel | 2521 cm³       | 5-in-lijn      | 170 kW (231 pk) | 300 Nm | 2008 - 2010 | Flexifuelmotor (Benzine en Bio-ethanol E85) met af-fabriek ingebouwde cng-installatie. |
| 3.2           | 3192 cm³       | 6-in-lijn      | 175 kW (238 pk) | 320 Nm | 2007 - 2009 |                                                                                        |
| 3.2           | 3192 cm³       | 6-in-lijn      | 179 kW (243 pk) | 320 Nm | 2010 - 2012 |                                                                                        |
| T5            | 1999 cm³       | 4-in-lijn      | 177 kW (240 pk) | 320 Nm | 2010 - 2013 | met turbolader                                                                         |
| T5            | 1969 cm³       | 4-in-lijn      | 180 kW (245 pk) | 350 Nm | 2013 - 2016 | met turbolader                                                                         |
| T6 AWD        | 2953 cm³       | 6-in-lijn      | 210 kW (286 pk) | 400 Nm | 2007 - 2010 | met turbolader                                                                         |
| T6 AWD        | 2953 cm³       | 6-in-lijn      | 224 kW (304 pk) | 440 Nm | 2011 - 2015 | met turbolader                                                                         |

Diesel
| Model        | Cilinderinhoud | Cilinderaantal | Vermogen        | Koppel | Periode     | Opmerkingen             |
| ------------ | -------------- | -------------- | --------------- | ------ | ----------- | ----------------------- |
| 1.6 D DRIVe  | 1560 cm³       | 4-in-lijn      | 80 kW (109 pk)  | 240 Nm | 2009 - 2011 | Turbodiesel             |
| 1.6 DRIVe/D2 | 1560 cm³       | 4-in-lijn      | 84 kW (115 pk)  | 270 Nm | 2011 - 2015 | Turbodiesel             |
| D2           | 1969 cm³       | 4-in-lijn      | 88 kW (120 pk)  | 270 Nm | 2015 - 2016 | Turbodiesel             |
| 2.0 D        | 1998 cm³       | 4-in-lijn      | 100 kW (136 pk) | 320 Nm | 2007 - 2010 | Turbodiesel             |
| D3           | 1984 cm³       | 5-in-lijn      | 100 kW (136 pk) | 350 Nm | 2013 - 2015 | Turbodiesel             |
| D3           | 1984 cm³       | 4-in-lijn      | 110 kW (150 pk) | 320 Nm | 2015 - 2016 | Turbodiesel             |
| D3/D4        | 1984 cm³       | 5-in-lijn      | 120 kW (163 pk) | 400 Nm | 2010 - 2013 | Turbodiesel             |
| 2.4 D        | 2401 cm³       | 5-in-lijn      | 120 kW (163 pk) | 400 Nm | 2007 - 2009 | Turbodiesel             |
| 2.4 D        | 2400 cm³       | 5-in-lijn      | 129 kW (175 pk) | 425 Nm | 2009 - 2010 | Turbodiesel             |
| D4           | 1969 cm³       | 4-in-lijn      | 133 kW (181 pk) | 400 Nm | 2013 - 2016 | Turbodiesel (Twinturbo) |
| D5           | 2400 cm³       | 5-in-lijn      | 136 kW (185 pk) | 400 Nm | 2007 - 2009 | Turbodiesel             |
| D5           | 2400 cm³       | 5-in-lijn      | 151 kW (205 pk) | 420 Nm | 2009 - 2011 | Turbodiesel             |
| D5           | 2400 cm³       | 5-in-lijn      | 158 kW (215 pk) | 420 Nm | 2011 - 2015 | Turbodiesel             |

## Gebruik door politie in Nederland

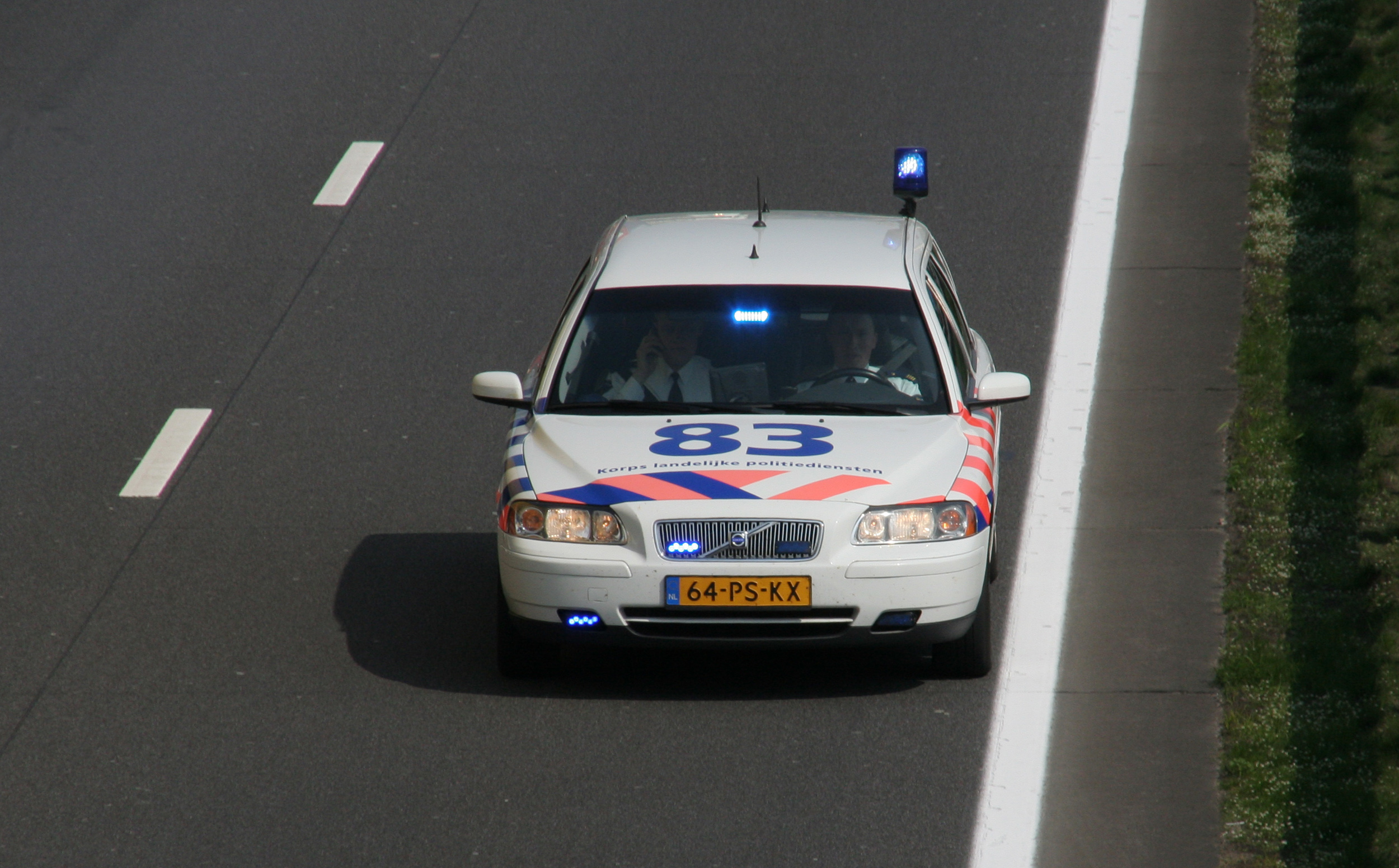
Tweede generatie V70 van het KLPD, met prio 1 onderweg.

Het Nederlandse Korps landelijke politiediensten maakte vanaf de eerste generatie relatief veel gebruik van deze Volvo's. Vooral de snellere versies waren geschikt voor snelwegpatrouille en de auto was ook uitermate geschikt voor onopvallend werk.
In programma's als Blik op de Weg waren vaak V70's te zien als onopvallende camera-auto. Ook in Zweden, Groot-Brittannië en België reed de politie vaak in een Volvo V70. Naast de V70 heeft de KLPD ook gebruik gemaakt van de Volvo 850, V50, S60 en S70.
Huidige modellen:
EC40 · 
EX30 · 
S60-V60 · 
S90-V90 · 
XC40 · 
XC60 · 
XC90 · 
EX90
Modellen geïntroduceerd na 1965:
100-serie · 
164 · 
200-serie · 
262C · 
66 ·
300-serie · 
400-serie ·
480 ·
700-serie · 
850 · 
900-serie · 
C30 · 
C70 · 
S40 · 
S70 · 
S80 · 
V40 ·
V40 Classic ·
V50 · 
V70-XC70
Modellen geïntroduceerd voor 1965:
ÖV4 · 
PV4 · 
PV650-serie ·
TR670-serie ·
PV36 ·
PV800-serie ·
PV50-serie · 
PV444 ·
PV60 ·
Duett ·
P1900 ·
Amazon · 
PV544 ·
P1800
Conceptauto's:
Philip ·
VESC ·
ECC ·
YCC ·
ReCharge ·
Concept You